# بی سیتی، شهرستان پاپ، ایلینوی
بی سیتی (به انگلیسی: Bay City) یک منطقهٔ مسکونی در ایالات متحده آمریکا است که در شهرستان پوپ، ایلینوی واقع شده‌است. بی سیتی ۱۰۳٫۰۲ متر بالاتر از سطح دریا واقع شده‌است.